# 倉澤華
倉澤 華（くらさわ はな、1985年 - ）は、日本のピアニスト。クラシックから現代音楽まで多彩なレパートリーを持つ。パリ在住。

## 来歴
1985年東京都生まれ。 東京芸術大学音楽学部附属音楽高等学校 - パリ国立高等音楽院パリ国立高等音楽学院ピアノ科修士課程を卒業（ミシェル・ベロフの推薦を得て文化庁芸術家在外研修員としてパリに派遣、パリ国立高等音楽院同氏クラスに入学）、国家ディプロマ取得。2007年デビュー。

## 演奏活動
- 2006年 NHK「スーパーピアノレッスン」にレギュラー出演[1]。

- 2007年3月 東京・浜離宮朝日ホールにてデビューリサイタル。満員御礼の盛況で各誌に好評を得る。4月に東京・王子ホールにて追加公演を行った。

## 受賞歴
- 1996年 - キル国際コンクール（スウェーデン）15歳以下部門2位
- 1999年 - フランシス・プーランク国際コンクール（フランス）3位　あわせて最年少者賞受賞
- 2007年 - メシアンコンクールにて「メシアン特別賞」受賞